# Raduša (Ub)
Raduša (Servisch cyrillisch Радуша) is een plaats in de Servische gemeente Ub. De plaats telt 297 inwoners (2002).